# Cmentarz żydowski w Gniewoszowie-Granicy
Cmentarz żydowski w Gniewoszowie – kirkut służący żydowskiej społeczności Granicy koło Gniewoszowa. Znajduje się przy ul. Lubelskiej. Data powstania cmentarza jest nieznana. Został zniszczony w czasie II wojny światowej. Obecnie jest ogrodzony (od 2016 roku) i nie zachowały się na nim żadne nagrobki.